# Josef Holtkotte
Josef Holtkotte (ur. 29 marca 1963 w Castrop-Rauxel) – niemiecki duchowny katolicki, biskup pomocniczy Paderborn od 2021.

## Życiorys
Święcenia kapłańskie przyjął 2 czerwca 1990 i został inkardynowany do archidiecezji Paderborn. Pracował głównie jako duszpasterz parafialny (w latach 2005–2021 jako proboszcz w Bielefeld). Był też diecezjalnym i krajowym przewodniczącym Dzieła Kolpinga.
23 czerwca 2021 papież Franciszek mianował go biskupem pomocniczym archidiecezji Paderborn ze stolicą tytularną Simingi. Sakry udzielił mu 26 września 2021 arcybiskup Hans-Josef Becker.